# Themira ringdahli
Themira ringdahli is een vliegensoort uit de familie van de wappervliegen (Sepsidae). De wetenschappelijke naam van de soort is voor het eerst geldig gepubliceerd in 2002 door Pont.